# Caulnes
Caulnes (tiếng Breton: Kaon, Gallo: Caunn) là một xã của tỉnh Côtes-d’Armor, thuộc vùng Bretagne, tây bắc Pháp.

## Dân số
Người dân ở Caulnes được gọi là Caulnais.